# Pterolophia collartiana
Pterolophia collartiana är en skalbaggsart som beskrevs av Stefan von Breuning 1962. Pterolophia collartiana ingår i släktet Pterolophia och familjen långhorningar. Inga underarter finns listade i Catalogue of Life.